# Les Amours d'Hercule
Pour les articles homonymes, voir Hercule (homonymie).

Les Amours d'Hercule (titre original : Gli amori di Ercole) est un film franco-italien (péplum) réalisé par Carlo Ludovico Bragaglia, sorti en 1960.

## Synopsis
Mégaré, la femme de Hercule, est tuée par le roi d’Ecalia. Hercule, furieux, se rend seul aux portes de la cité pour se venger. Mais le roi est déjà mort et Déjanire, sa fille lui succède. Mais, dans l’ombre, Licos l’usurpateur complote en secret pour prendre le pouvoir… 

## Fiche technique
- Titre original : Gli amori di Ercole
- Mise en scène : Carlo Ludovico Bragaglia
- Assistant réalisateur : Jean Josipovici
- sujet de : Alberto Manca
- Scénario : Alessandro Continenza et Luciano Doria
- Images : Enzo Serafin et Vincenzo Seratrice (seconde équipe), Cinemascope, Eastmancolor
- Musique : Carlo Innocenzi
- Dirigée par Carlo Franci
- Montage : Renato Cinquini
- Maisons de production : Contact Organisation Rome, Grandi Schermi Italiani Rome et Paris Productions Paris
- Pays d'origine :  Italie,  France
- Distributeur : Sigmadis
- Maître d'armes : Enzo Musumeci Greco
- Producteur : Alberto Manca
- Costumes : Dario Cecchi et Maria Baroni
- directeur de la production : Gianni Solitro
- Version française : Lucette Gaudiot, sous la direction de Michel Gast
- Genre : Film d'aventure, Film de fantasy, Péplum
- Durée : 97 minutes
- Durée version Française : 96 minutes
- Dates de sortie : 
  - Italie : 19 août 1960
  - France : 28 décembre 1960

## Distribution
- Mickey Hargitay (VF : Michel Le Royer) : Hercule
- Jayne Mansfield (VF : Claire Guibert) : Déjanire
- Massimo Serato (VF : Roland Ménard) : Licos
- Andrea Aureli (VF : René Bériard) : Fidoris, le sicaire de Licos
- Tina Gloriani (VF : Jacqueline Ferrière) : Hyppolite, la reine des Amazones
- Giulio Donnini (VF : Pierre Asso) : Le grand prêtre
- Rossella Como (VF : Nadine Alari) : Elea
- Moira Orfei : Némea
- Andrea Scotti  : Tamanto
- Arturo Bragaglia (VF : Camille Guérini) : Ialaos
- René Dary (VF : lui-même) : Le général
- Sandrine : Livia, la servante de Déjanire
- Olga Solbelli (VF : Helena Manson) : Lachesi
- Cesare Fantoni (VF : Jean-Henri Chambois) : Le roi d’Ecalia
- Barbara Florian : Mégaré, la femme d'Hercule
- Giovanna Galletti (VF : Lucienne Givry) : La sibylle
- Gil Vidal (VF : Hubert Noël) : Le prince Achelous
- Gianni Loti
- Antonio Gradoli : Le capitaine des gardes
- Aldo Pedinotti : Le monstre
- Adriana Giuffrè